# Vrubivskîi
Vrubivskîi (în ucraineană Врубівський) este o așezare de tip urban din raionul Lutuhîne, regiunea Luhansk, Ucraina. În afara localității principale, nu cuprinde și alte sate.

## Demografie
Componența lingvistică a așezării de tip urban Vrubivskîi
     Rusă (73,25%)
     Ucraineană (26,24%)
     Alte limbi (0,17%)
Conform recensământului din 2001, majoritatea populației așezării de tip urban Vrubivskîi era vorbitoare de rusă (73,25%), existând în minoritate și vorbitori de ucraineană (26,24%).